# Sólo para fanáticos (álbum de Maná)
Solo Para Fanáticos es un álbum recopilatorio establecidos por la banda de rock mexicana Maná. Este álbum es una nueva presentación de su álbum debut, Maná.

## Lista de canciones
| #   | Título                                              | Duración |
| --- | --------------------------------------------------- | -------- |
| 1.  | Bailando (Fher Olvera)                              | 3:39     |
| 2.  | Entré Por La Ventana (Fher Olvera, Álex González)   | 3:21     |
| 3.  | Robot (Fher Olvera)                                 | 3:16     |
| 4.  | Mentirosa (Fher Olvera, Álex González)              | 3:49     |
| 5.  | Cayó Mi Nave (Fher Olvera)                          | 4:14     |
| 6.  | México (Fher Olvera)                                | 2:53     |
| 7.  | En La Playa (Fher Olvera)                           | 3:49     |
| 8.  | Lentes de Sol (Fher Olvera)                         | 3:19     |
| 9.  | Mueve Tus Caderas (Fher Olvera, Álex González)      | 3:54     |
| 10. | Queremos Paz (Fher Olvera)                          | 3:07     |
| 11. | Si Ella Me Faltara Alguna featuring (Pablo Milanés) | 2:44     |